# Hłuboczek Mały
Hłuboczek Mały – wieś na Ukrainie w rejonie tarnopolskim należącym do obwodu tarnopolskiego.
Znajduje tu się przystanek kolejowy Hłuboczek Mały, położony na linii Szepetówka – Tarnopol.
Do 2020 w rejonie zbaraskim.